# Pentacoryna bruchi
Pentacoryna bruchi is een keversoort uit de familie bladsprietkevers (Scarabaeidae). De wetenschappelijke naam van de soort is voor het eerst geldig gepubliceerd in 1926 door Moser.